# Jan van Eyl

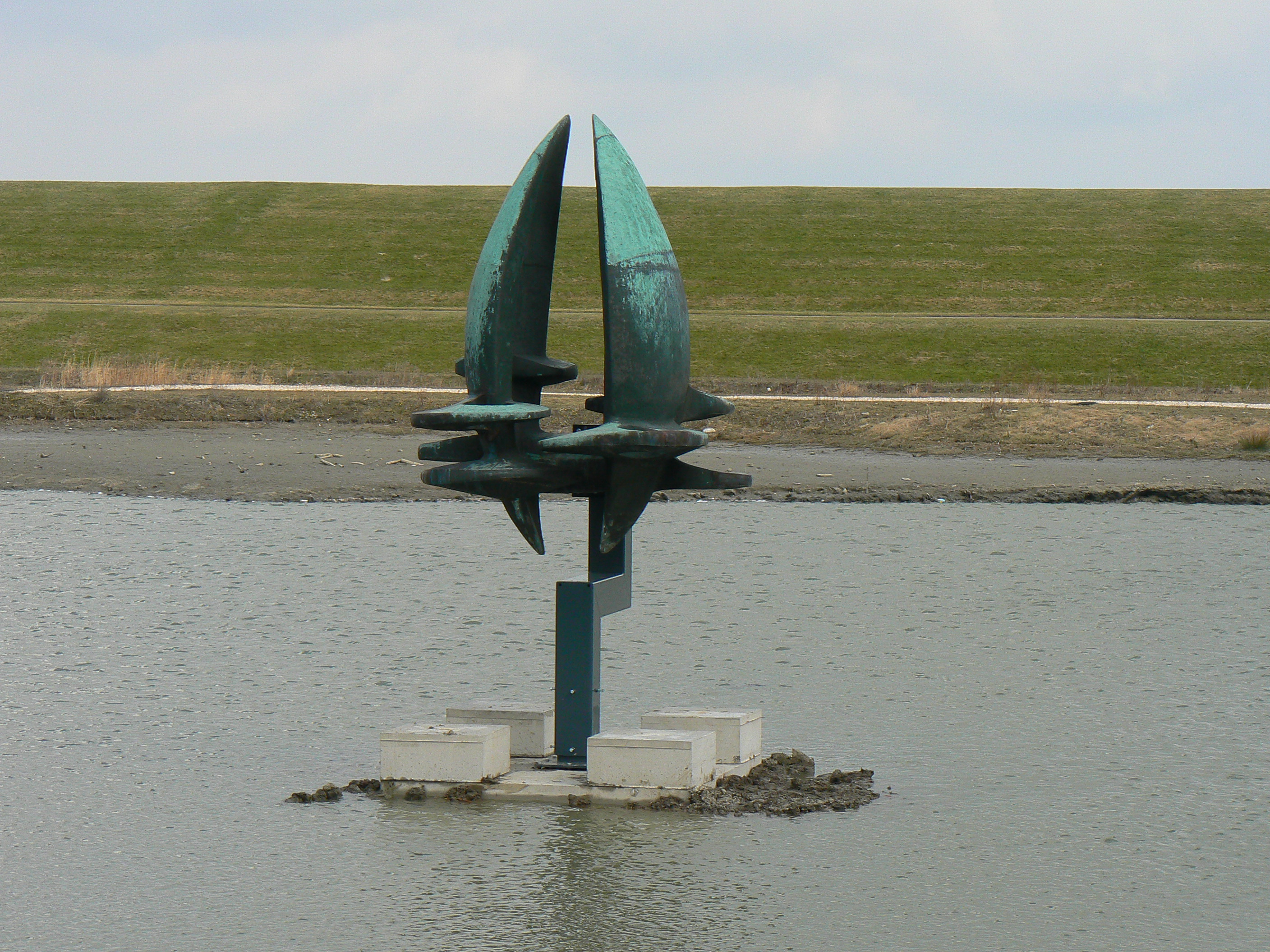
Twee zeilen in de golven (1976), Delfzijl

Jan van Eyl of Jan van Eijl (Eindhoven, 31 januari 1926 – Enschede, 30 juni 1996) was een Nederlandse beeldhouwer.

## Leven en werk
Johannes Jacobus Jozef Maria van Eijl werd geboren in Eindhoven. Hij studeerde beeldhouwkunst bij de hoogleraren Jan Bronner en Piet Esser aan de Rijksakademie van beeldende kunsten in Amsterdam. In 1954 huwde hij de beeldhouwster Marie Eitink. Zij vestigden zich in haar geboorteplaats Enschede. Aan de Enschedese Academie voor Kunst en Industrie leidde hij met onder anderen Carel Visser en Pearl Perlmuter de beeldhouwafdeling.
Het werk van Van Eyl was aanvankelijk figuratief, maar werd over het algemeen abstracter, waarbij vormen uit de natuur een belangrijke rol speelden.

## Werken (selectie)
- 1953 Gedenkzuil met reliëfrand, Bezuidenhoutseweg/Achtseweg Zuid, Eindhoven (herplaatst 2002)
- 1955 Metaalreliëf, Europatunnel Spoorstraat, Hengelo (in samenwerking met Marie Eitink)[1]
- 1955 Beeldengroep voor kerststal (Java teakhout), Sint-Jan de Doperkerk, Waalwijk (i.s.m. met Marie Eitink)
- 1958 Reliëf, schoolgebouw M.A. de Ruyterlaan, Hengelo
- 1959 Paalklimmende jongens (natuursteen), Hoge Hondstraat/Ceintuurbaan, Deventer
- 1963 Midwinterhoornblazer (brons), gemeentehuis, Hengelo
- 1963 Levensgang (brons) windwijzer toren van het gemeentehuis, Hengelo (in samenwerking met Marie Eitink)
- 1965 Zonder titel, Voormalige Landbouw Praktijkschool Urkerweg, Emmeloord[2]
- 1969 Zonder titel (koper), Park de Kotten, Enschede[3]
- 1975 Zonder titel, Bejaardencentrum De Bloemendal, Deventer
- 1976 Twee zeilen in de golven (roodkoper), Kadijk, Delfzijl
- 1979 Zonder titel (brons), Wethouder Nijhuisstraat, Enschede
- 1979 Waterplastiek (brons), Nijverheidsstraat, Enschede

## Fotogalerij

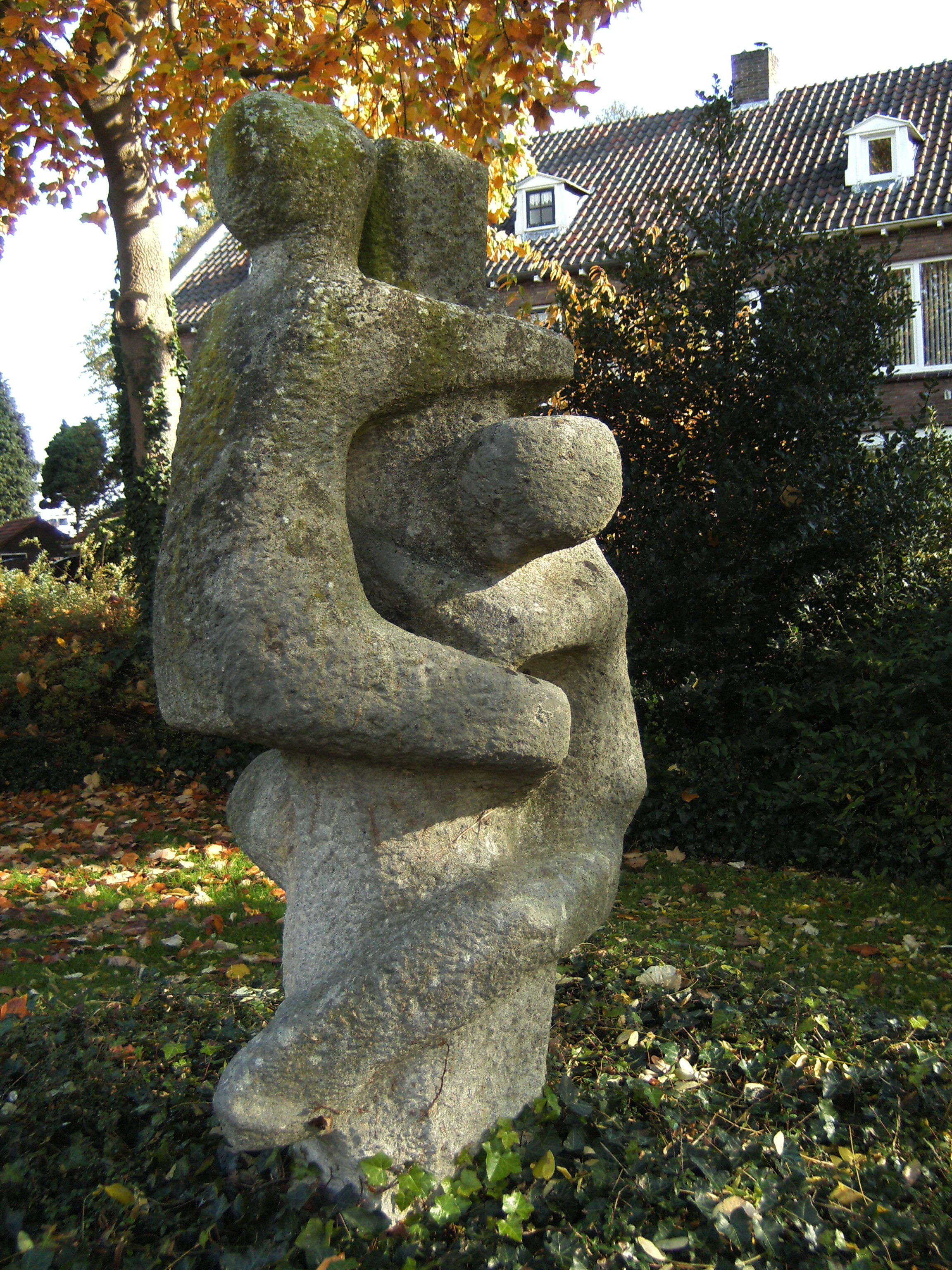
Paalklimmende jongens (1959), Deventer
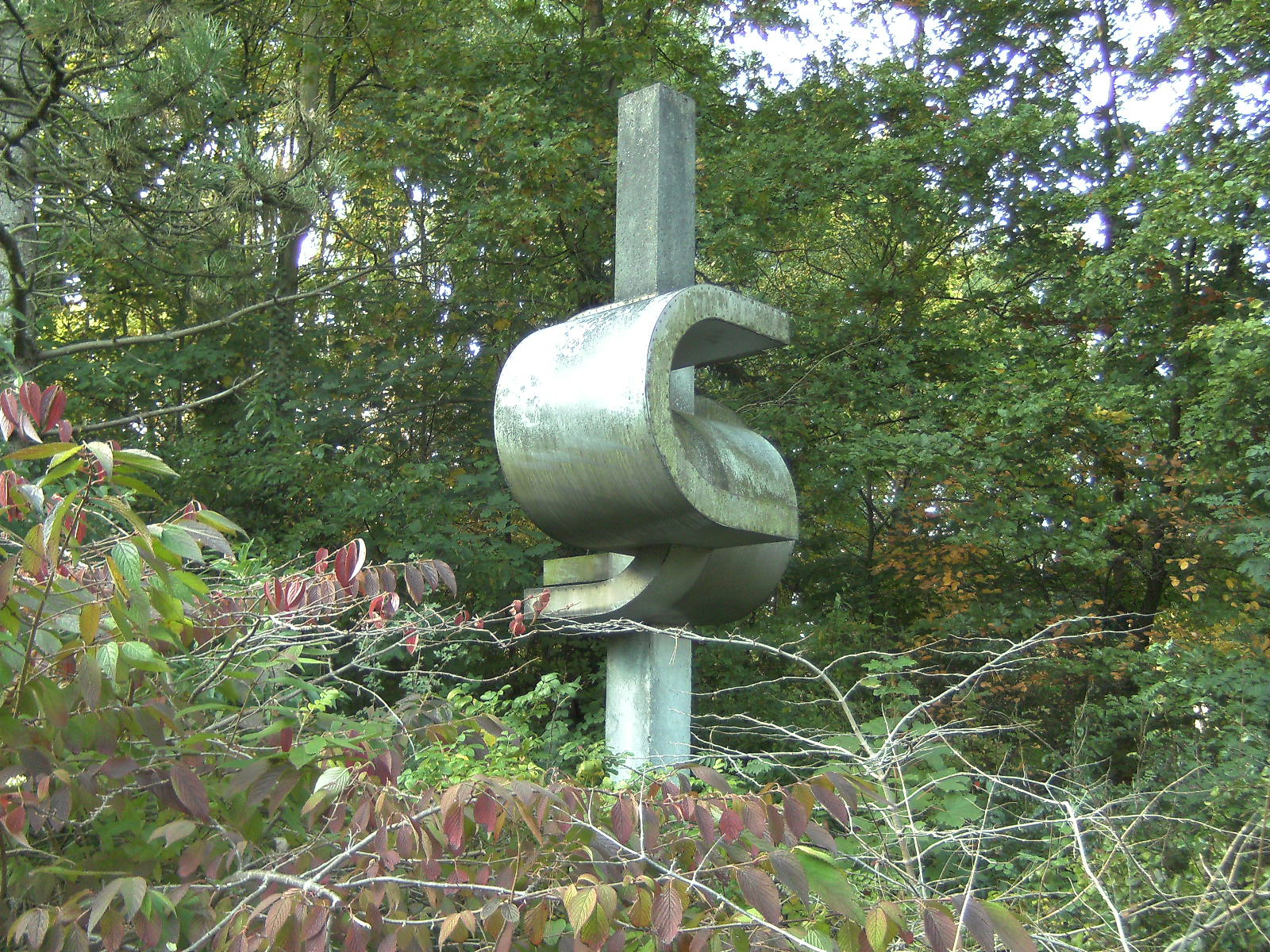
Zonder titel (1975), Deventer